# Asselheim
Asselheim ist ein Stadtteil von Grünstadt im Landkreis Bad Dürkheim in Rheinland-Pfalz. Bis 1969 war der Ort eine selbständige Gemeinde.

## Geographische Lage
Asselheim liegt am westlichen Taleinschnitt des Eisbaches. Mit Felsenriff und Trockenrasen und 350-jährige Ulme, 120-jährige Winterlinde existieren vor Ort insgesamt zwei Naturdenkmale.

## Geschichte

### Mittelalter
Asselheim wurde am 7. Mai 767 im Lorscher Codex zum ersten Mal urkundlich erwähnt. In dieser Urkunde ist die Schenkung eines Weinbergs durch Hildwin und Reginfrid in Azzulunheim an das Kloster Lorsch dokumentiert.
Es kann als gesichert angesehen werden, dass der heutige Ortsteil Asselheim wesentlich älter ist. Funde von nomadisierenden Jägern aus der Alt- und Mittelsteinzeit bezeugen dies. Etwas westlich des heutigen Ortskernes, der in früheren Zeiten deutlicher als heute erkennbar zwischen der St. Elisabethkirche und dem sog. „Hüwwel“ angesiedelt war, wird 1954 eine Großgrabung in der Gemarkung „Kieskaut“ durchgeführt, bei der Pfostenlöcher und Wandzüge von Häusern bzw. Hütten einer mittelsteinzeitlichen Siedlung aus einer Zeit von 2000 bis 1800 v. Chr. freigelegt werden.
Weitere Funde aus dem 4. Jahrhundert v. Chr. sowie aus der Hallstattzeit und Frankenzeit bis hin zur Römerzeit mit dem Heerweg oder der Römerstraße beweisen, dass Asselheim, mit seiner strategisch wichtigen Lage am westlichen Ausgang zur Rheinebene hin, offensichtlich immer besiedelt war. Wann der Ortsteil jedoch mit Wehrtürmen befestigt wurde, ist heute nicht nachweisbar. Auch wenn Landkarten aus dem 16. und 17. Jahrhundert den Ort immer wieder als von Wehrmauern umgeben darstellen, so ist es dem Verfasser nicht gelungen historisch abgesicherte Nachweise hierüber zu erbringen.
Von der Befestigung sind heute noch zwei Türme erhalten, der viergeschossige Turm mit der protestantischen St. Elisabethkirche sowie der Rote Turm. Für die Zeit etwa von 700 n. Chr. bis 1200 n. Chr. sind geschichtliche Nachweise über das Leben im Orte selten. Es ist anzunehmen, dass dieses in ähnlichen Bahnen verlief wie in den Orten der Umgebung.
Seit dem 11. Jahrhundert war Asselheim Gerichtsort. Durch eine Gültverschreibung von 1488 ist bekannt, dass das hierbei verwendete Gerichtssiegel den heiligen Schutzpatron „St. Stephan“ zeigt. Er trägt aber nicht die üblichen Steine, sondern auf der erhobenen rechten Hand einen Vogel, offenbar eine Elster (pfälzisch Atzel). Diese Darstellung galt fälschlicherweise viele Jahrhunderte hindurch als Erklärung für die Namensgebung des Ortes: Atzelheim = Asselheim.
Um 1200 taucht der Ortsname in Urkunden des Klosters Weißenburg (Weißenburger Lehen) auf. In der Folgezeit besaß das nahe Kloster Rosenthal Güter vor Ort. Außerdem gehörte Asselheim mit acht weiteren Gemeinden zu den sogenannten Neunmärkern, die sich im Stumpfwald rund zehn Kilometer südwestlich mit Bauholz versorgen durften.

### Neuzeit
Im Jahr 1555 wird Asselheim protestantisch. Etwa zu dieser Zeit der Reformation fallen Teile des Ortes an Nassau-Weilburg, andere an Leiningen-Westerburg und verbleiben dort bis zur Französischen Revolution. Eine einschneidende Veränderung muss der Dreißigjährige Krieg, mit der nachfolgenden Pest, für Asselheim gebracht haben. Nur acht Familien überlebten diese Zeit. Fünf der Namen sind erhalten. Diese lauten: Hafner, Nehb, Bredel, Thomann und Brauer.
Von 1798 bis 1814, als die Pfalz Teil der Französischen Republik (bis 1804) und anschließend Teil des Napoleonischen Kaiserreichs war, war Asselheim in den Kanton Grünstadt eingegliedert und war Sitz einer eigenen Mairie, die zusätzlich Mertesheim umfasste. 1815 hatte der Ort 779 Einwohner. Im selben Jahr wurde er Österreich zugeschlagen. Bereits ein Jahr später wechselte der Ort wie die gesamte Pfalz in das Königreich Bayern. Anschließend wechselte Asselheim in das Königreich Bayern. In der bayerischen Zeit war das evangelische Pfarrdorf Asselheim weiterhin Bestandteil des Kantons Grünstadt im sogenannten Rheinkreis, wie die Pfalz damals genannt wurde. Von 1818 bis 1862 gehörte er dem Landkommissariat Frankenthal an; aus diesem ging das Bezirksamt Frankenthal  hervor. Im Jahr 1840 hatte der Ort 100 Häuser und 750 Einwohner, davon 50 Juden.
Ab 1939 war Asselheim Bestandteil des Landkreises Frankenthal (Pfalz). Nach dem Zweiten Weltkrieg wurde der Ort innerhalb der französischen Besatzungszone Teil des damals neu gebildeten Landes Rheinland-Pfalz. Im Zuge der ersten rheinland-pfälzischen Verwaltungsreform erfolgte am 7. Juni 1969 die Eingemeindung in das benachbarte Grünstadt; zeitgleich wechselte der Ort mit Auflösung des Landkreises Frankenthal in den neu geschaffenen Landkreis Bad Dürkheim. Im Dorf wurde in den letzten zwanzig Jahren viele Gebäude erneuert. Die Kappelmühle wurde renoviert, das Kelterhaus ebenso, sowie der neu hergerichtete Dorfangerplatz und ein Kindergarten kam hinzu. Im Stadtteil befindet sich die Theodor-Heuss-Schule, die im Jahr 2007 ihr 50-jähriges Bestehen feierte.  Mit der Fertigstellung der Auwegsiedlung und der Setz erhöhte sich die Einwohnerzahl von 781 auf 1285 (Stand: 2005).

### Ortsname
Der Name leitet sich von „Heim (Dorf) der Azila“ ab, ein nach Christmann altgermanischer weiblicher Vorname. In den folgenden Jahrhunderten haben sich Name und Schreibweise des Ortes mehrfach geändert. Bekannt sind Azulenheim, Azzulunheim, Asselnheim aber auch Zazilyheim, Assilnheim und andere mehr. Die Schreibweise Asselheim ist seit dem 17. Jahrhundert üblich.

## Wappen
| Wappen von Asselheim | Blasonierung: „Geteilt und oben gespalten, oben rechts in Blau ein rotbewehrter silberner Adler, oben links in Rot ein aufgerichteter goldener Schlüssel, unten in Grün ein silberner Wellenbalken.“ |
| Wappen von Asselheim | Wappenbegründung: Der Adler weist auf die zeitweise Zugehörigkeit zu den Leiningern hin. |

## Politik

### Ortsbeirat
Der Stadtteil Asselheim ist als Ortsbezirk ausgewiesen und wird politisch von einem Ortsbeirat und einem Ortsvorsteher vertreten.
Bei der Kommunalwahl am 9. Juni 2024 wurden die sieben Ortsbeiratsmitglieder in einer personalisierten Verhältniswahl gewählt. Die Sitzverteilung im gewählten Ortsbeirat:
| Wahl | SPD | CDU | FDP | FWG | Gesamt  |
| ---- | --- | --- | --- | --- | ------- |
| 2024 | 3   | 3   | –   | 1   | 7 Sitze |
| 2019 | 3   | 3   | 0   | 1   | 7 Sitze |
| 2014 | 2   | 3   | 1   | 1   | 7 Sitze |

### Ortsvorsteher
Ortsvorsteher ist Norbert Schott (SPD). Bei der Direktwahl am 26. Mai 2019 wurde er mit einem Stimmenanteil von 57,16 % gewählt und damit Nachfolger von Guido Trump (CDU). Bei der Direktwahl am 9. Juni 2024 setzte er sich mit 55,53 % gegen einen CDU-Mitbewerber durch und wurde somit für weitere fünf Jahre in seinem Amt bestätigt.

## Sehenswürdigkeiten und Kultur

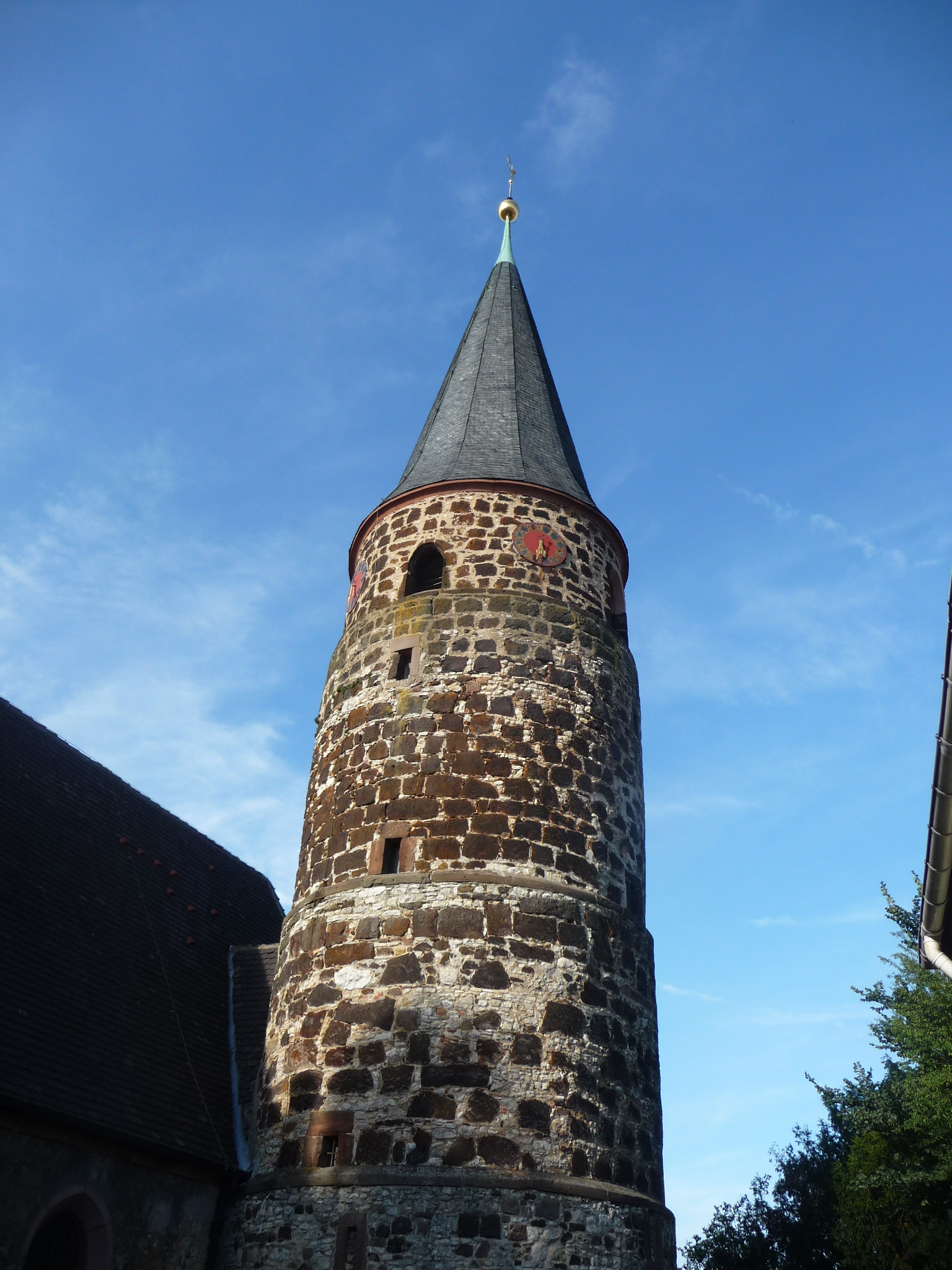
Turm der St-Elisabeth-Kirche

### Bauwerke
- Kelterhaus – Im Mittelpunkt des Dorflebens steht das renovierte Kelterhaus, in dem die Ortsbeirats- und Dorfgemeinschaftssitzungen, verschiedene Veranstaltungen der örtlichen Vereine (z. B. des Gesangsvereins) und private Feiern stattfinden.
- St.-Stephans-Kapelle – Die St.-Stephans-Kapelle war die erste Kirche in Asselheim und befand sich auf dem alten Friedhof, oberhalb des Dorfes nach Norden gelegen. Sie gehörte dem Kloster „St. Maria im Rosendale“, welches sich 1241 als Zisterzienserinnenkloster im Ort Rosenthal (heute ein Ortsteil von Kerzenheim) gründete. Die Kapelle wurde um 1819 abgerissen. Eine weitere Bedeutung der Zugehörigkeit von St. Stephankapelle und Nonnenhof zum Kloster lag für die Menschen der damaligen Zeit darin, dass der Ort viele Jahrhunderte Gerichtsort war.
- St.-Elisabeth-Kirche – Die St.-Elisabeth-Kapelle wurde wahrscheinlich zu Ehren der Heiligen Elisabeth von Thüringen kurz nach deren Heiligsprechung, um 1300, als Kapelle erbaut. 1496 wird die St.-Elisabeth-Kapelle zur Kirche erhoben, es erfolgt der Umbau des Wart- oder Römerturmes zum Kirchturm. 1841 zerspringt die große Glocke. 1864 geschieht dieses Unglück nochmals. Im Zweiten Weltkrieg wird die Kirche durch Brandbomben getroffen und brennt bis auf die Grundmauern nieder. Der Wiederaufbau erfolgt in den Jahren 1949/50. Das 1951 erneuerte Geläut ist bis auf den heutigen Tag zu hören.
- Lang- und Ostergasse – Die Lang- und Ostergasse gelten als sehenswert. In der Ostergasse, vor der St.-Elisabeth-Kirche, steht das Ehrenmal für die Gefallenen des Ersten Weltkrieges platziert. Es handelt sich um eine Sandsteinstele auf der ein deutscher Soldat kniet, welcher in einer Hand ein Schwert, in der anderen das Wappen von Asselheim hält. Nachträglich wurden auch Namenstafeln für die Toten des Zweiten Weltkriegs angebracht. Das Denkmal ist ein Werk des Frankenthaler Künstlers Georg Schubert (mit Signatur).
- Weinwanderhütte – Im Gegensatz zur Kerwe, die nur einmal im Jahr stattfindet, ist die Weinwanderhütte mit Aussicht auf die Rheinebene während der Sommermonate an jedem Wochenende geöffnet. Die zehn Winzer der Weinwerbegemeinschaft bewirten sie abwechselnd mit den ortsansässigen Vereinen. Im Jahr 2006 wurde der Außenbereich der Hütte neu gestaltet, die Bänke mit Rückenlehnen versehen und das Dach der Pergola erneuert.

### Natur

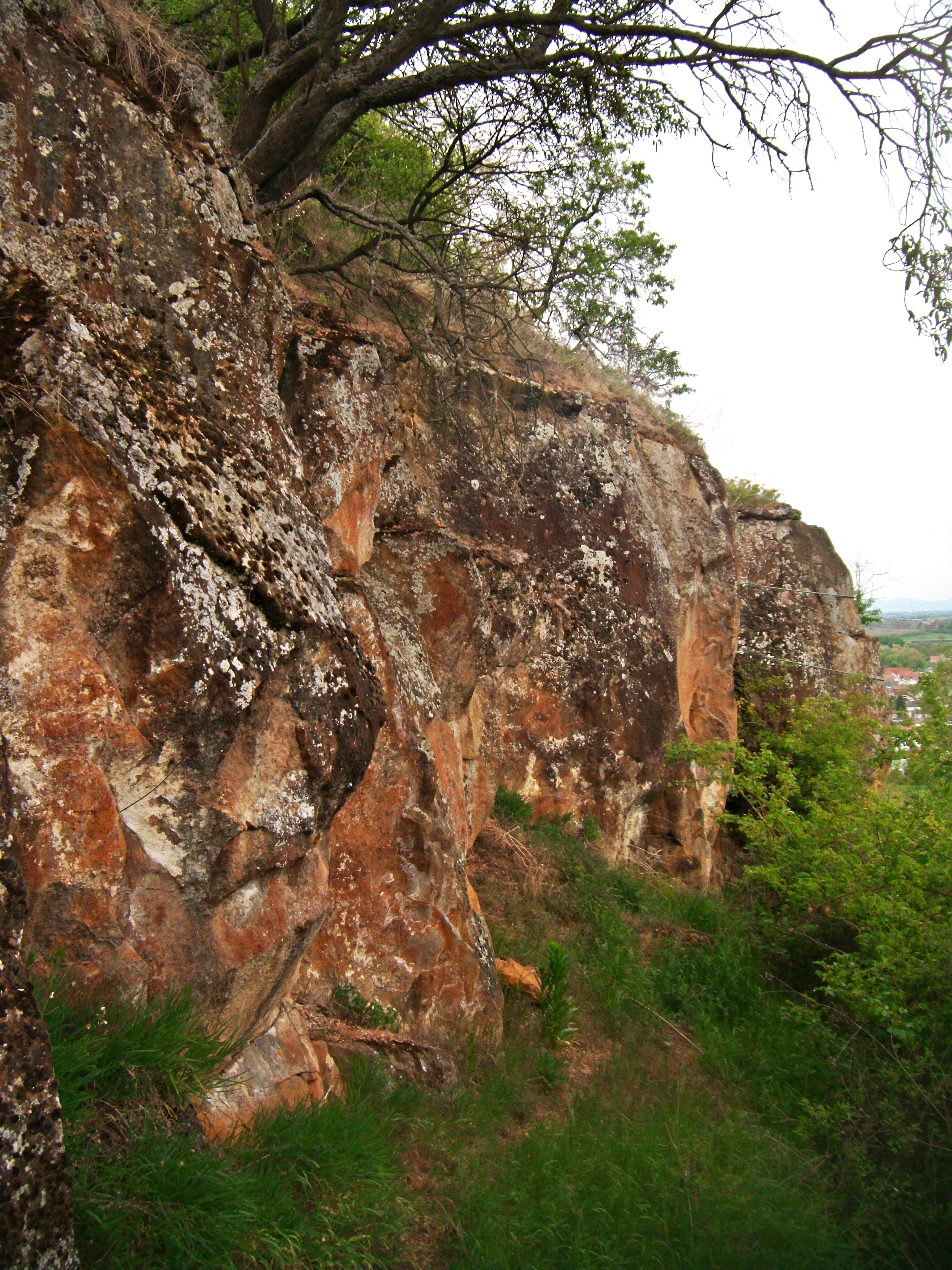
Eistal, Felsformation aus Kapuzinerstein, im Hintergrund Asselheim

Westlich des Dorfes befinden sich am Nordhang des Eistales weithin sichtbare Felsformationen aus braunem Sandstein, sogenanntem Kapuzinerstein. Er wurde früher abgebaut und viele historische Gebäude der Region sind daraus errichtet, u. a. der markante Turm der Asselheimer St.-Elisabeth-Kirche. Einen Kilometer westlich des Ortes befindet sich außerdem der Ritterstein 293, der auf eine nahe steinzeitliche Wohnhöhle hinweist.

### Vereinsleben
Die Asselheimer betreiben ein lebendiges Vereinsleben. Die Initiative Weihnachtsmarkt richtet den Weihnachtsmarkt am neu gestalteten Dorfplatz in der Gerbergasse, jeweils zum 1. Adventwochenende, unter dem Motto „Asselheimer Lichterglanz“ aus. Auch der Frühlingsmarkt in der österlich geschmückten Turnhalle ist eine feste Einrichtung. Allen voran die Weinwerbe Gemeinschaft mit der bewirteten Weinwanderhütte findet regen Zuspruch. Die Landfrauen führen ein Vereinsleben, ebenso die Bauern- und Winzerschaft. Ein jüngerer Verein sind die Bach- und Baumpaten, welche Verantwortung für den Eisbach übernommen haben. Das Kerwekomitee organisiert das größte Ereignis, die Asselheimer Weinkerwe, am dritten Wochenende im August, mit dem traditionellen Schubkarchrennen. Seit einigen Jahren gibt es wieder eine Rosenmontagssitzung. Alle Vereine und Initiativen finden sich in der Dorfgemeinschaft wieder zusammen, einem Organisationskomitee, in dem jeder sein Anliegen vorbringen kann, und in dem seit neuestem auch der Kindergarten mit dem Elternbeirat vertreten ist.

### Asselheimer Weinkerwe
An jedem dritten Sonntag im August findet in Asselheim die Weinkerwe statt. Meist schon am Donnerstag vor diesem Wochenende finden in einigen Höfen Schlachtfeste statt. Die offizielle Eröffnung durch das Kerwekomitee und die Kerweburschen erfolgt mit dem Ausgraben der Kerwe am Samstag um 16:00 Uhr in Anwesenheit von Bürgermeister und Weingräfin. Zum festen Bestandteil gehört der Spielmanns- und Hörnerzug TSV Bildung der Stadt Peine, der den traditionellen Umzug zwischen den meist ca. elf bis dreizehn einzelnen Probierständen in den Winzerhöfen begleitet. Am Sonntagmorgen ziehen zwei Kapellen durch das Dorf. Am Sonntag findet ein Kerweumzug statt, an dem bis zu vierzig Zugnummern und Fußgruppen mit Kapellen beteiligt sind. Am Dienstag beginnt das Schubkarchrennen, das mit seiner Strecke die Steigung die Ostergasse hinauf- und die Langgasse herunterführt. Im Jahr 2008 fand das Schubkarchrennen zum ersten Mal am Montag statt, um der seit einigen Jahren schrumpfenden Zuschauerzahl entgegenzuwirken. Die Weinkerwe endet traditionell mit der Beerdigung der Kerwe am Dienstag um Mitternacht.

### Sport
Der Turnverein von 1894 unterhält im Sport- und Freizeitprogramm die Gruppen Handball, Frauengymnastik, Kinderturnen, Wirbelsäulengymnastik, Wandern und Boule. Er ist Eigentümer der Asselheimer Turnhalle und mitverantwortlich für die darin stattfindenden Veranstaltungen. Die Route des seit 1998 ausgetragenen Marathon Deutsche Weinstraße führt unter anderem durch Asselheim.

## Wirtschaft und Infrastruktur

### Wirtschaft

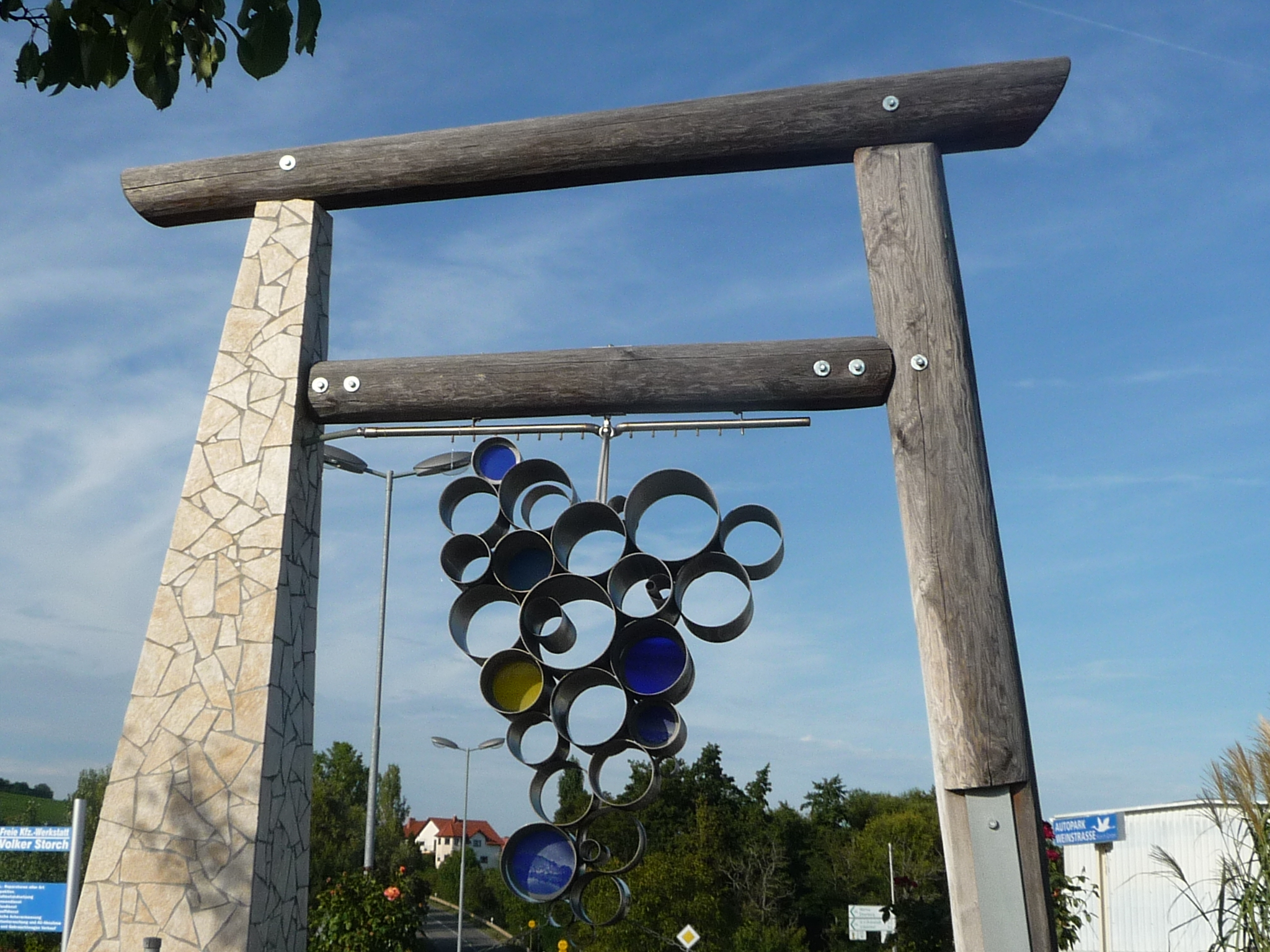
Verkehrskreisel

Aus einem Bauerndorf mit überwiegend landwirtschaftlichen Betrieben hat sich im späten 20. Jahrhundert ein Vorort von Grünstadt entwickelt, der dabei einen Teil seiner ländlichen Ausprägung verlor. Landwirtschaftliche Betriebe im engeren Sinne existieren inzwischen nicht mehr. Nördlich und östlich der Bebauung erstrecken sich Weinberge, die Bestandteil des Weinanbaugebiet Pfalz sind. Vor Ort befinden sich die Einzellagen Goldberg (87,4 ha), Schloß (10,7 ha) und St. Stephan(100,2 ha). Alle Einzellagen gehören zur Großlage Höllenpfad im Weinanbaugebiet Pfalz. Dreizehn selbst vermarktende Weinbaubetriebe gründen ihre Existenz auf ihr Betriebseinkommen, obwohl auch hier die Grenzen fließend sind und Nebenerwerbswinzer eine Rolle spielen. Etwa 70 Gewerbeanmeldungen liegen vor, davon sind neun Handwerksbetriebe, 17 Handelsfirmen und 43 sonstige Betriebe. Zurzeit entstehen gegenüber der Turnhalle fünf Wohnmobilstellplätze mit Ent- und Versorgungsstation.
Langfristig soll im „Battenbühl“ und in „Hönningen“ gebaut werden, dabei hat im Falle „Battenbühl“ der Baubeginn bereits begonnen.

### Verkehr
Asselheim liegt an der Eistalbahn (Kursbuchstrecke 666) mit Verbindungen in Richtung Ramsen (Pfalz) bzw. Eiswoog und in die Gegenrichtung über Grünstadt und Freinsheim nach Frankenthal (Pfalz).
Außerdem verlaufen die Deutsche Weinstraße, die Landesstraße 395, der Barbarossa-Radweg und der Radweg Deutsche Weinstraße durch den Ort.

## Persönlichkeiten
- Theodor Rhodius (~1572–1625), lutherischer Pfarrer und neulateinischer Dramatiker, war von 1612 bis zu seinem Tod vor Ort Pfarrer
- Georg Schubert (1899–1968), entwarf 1935 das örtliche Ehrenmal für die Gefallenen des Ersten Weltkrieges
- Theodor Nauerz (1909–2007), Priester, war von 1953  bis 1980 in seiner Eigenstadt als Stadtpfarrer von Grünstadt ebenso für Asselheim zuständig
- Horst Hoof (* 1978),  Hörfunkmoderator, wuchs in Asselheim auf